# 비덱스포츠
비덱스포츠(독일어: WIDEC SPORTS GmbH)는 독일 프랑크푸르트에 위치한 스포츠 기업이다. 2015년 7월 21일 전신인 코레스포츠에서 비덱스포츠로 이름을 바꿨다. 최순실 일가가 비덱스포츠를 통해 삼성으로부터 받은 지원금을 세탁했다는 의혹이 있었으며, 2017년 6월 16일에 청산, 해체되었다.